# Deadly Blessing
Deadly Blessing ist eine Power-Metal-Band aus Turnersville, New Jersey. Obwohl die Band im Underground Kultstatus erreichte, schaffte sie trotzdem nicht den Durchbruch und löste sich nach dem ersten Album auf. Nach langer Bühnenabstinenz kam es 2005 auf dem Keep-It-True-Festival in Lauda-Königshofen zum ersten Auftritt der Band seit 17 Jahren. Außerdem veröffentlichte die Band 2005 noch ein Album mit frühen Demos und unveröffentlichten Liedern. 2006 trat die Band erneut in Deutschland auf und kündigte ein neues Album an.

## Geschichte
Deadly Blessing ging 1985 aus einer Coverband namens Tormentor hervor, die Lieder von Judas Priest, Iron Maiden, Queensrÿche, W.A.S.P. und Dio spielte. Eine selbst finanzierte EP unter ihrem Namen, die gelegentlich wegen des ersten Songs auch als Salem’s Lot bezeichnet wird, brachte ihnen einen Plattenvertrag mit New Renaissance Records ein. Diese veröffentlichten sowohl die EP neu als auch Ascend from the Cauldron, das erste und einzige Studioalbum der Band. Das Line-up zerbrach kurz darauf, unter anderem auch weil New Renaissance Records sich vor allem um ihre eigene Band Hellion kümmerten und so alle anderen Aktivitäten vernachlässigten. Die Band versuchte zwei Jahre lang, den Absprung vom Label zu schaffen, doch New Renaissance Records verhinderte dies erfolgreich. 1990 erschien ein Demo und eine weitere EP, danach löste sich die Band auf. Bassist Nick Douglas stieg 1991 bei Doro ein. Reste der Band versuchten sich an der Band Optimus Prime, die jedoch bis auf ein Demo keine weiteren Veröffentlichungen herausbrachte.
2005 wurde die Band angefragt, eine Reunion-Show beim Keep-It-True-Festival in Lauda-Königshofen zu spielen. Tatsächlich vereinigt sich die Band für diesen und einen weiteren Auftritt wieder im originalen Line-Up. Der Auftritt wurde später auch auf DVD veröffentlicht. Parallel veröffentlichte das Metal-Label Hellion Records aus Itzehoe die Kompilation An Eye to the Past. Es folgten 2006 ein Auftritt beim „Swordbrothers Festival IV“ in Andernach und ein Auftritt beim „Boricua Metal Fest III“ in Puerto Rico. Von letzterem Auftritt wurde eine Coverversion von Lizzy Bordens Notorious auf YouTube veröffentlicht. Eine Studioversion sollte auf einem nie realisierten Tributalbum erscheinen. Stattdessen erschien sie erst 2014 auf Harder Than Steel – The Official Keep It True Festival Tribute Album von Skol Records.
Die Band schrieb auch neue Stücke, doch es kam, wie schon 1990, zu Konflikten mit Sänger Ski (Norman Kiersznowski). Skiverließ am 14. November 2006 Deadly Blessing und gründete die White-Metal-Band Faith Factor. Als Ersatz kam Stephen Childs. Ein erstes Demo erschien 2007. Bis auf eine Promo-Single 2008 wurde es danach still um die Band.

## Stil
Deadly Blessing spielen eine Mischung aus Power Metal und Speed Metal, der an andere US-Metal-Bands wie Exciter, Helstar, Nasty Savage und Omen erinnert. Die Musik ist komplex und erinnert auch an frühe Fates Warning. Der Gesang war extrem hoch. Sänger Ski entwickelte den Stil aus dem Versuch, wie Rob Halford, Bruce Dickinson und Geoff Tate zu klingen. Die Texte behandeln sowohl fantastische als auch politische und geschichtliche Themen.

## Erfolg
Der kommerzielle Erfolg der Band wurde vor allem von ihrer damaligen Plattenfirma New Renaissance Records verhindert. Obwohl das Album in Deutschland nie offiziell erschienen war, war die Band dort im Underground bekannt und zählt zu den großen Kultbands der 1980er Jahre. Das Album ist auch heute noch eine gesuchte Rarität.

## Diskografie

### Alben
- 1988: Ascend from the Cauldron (New Renaissance Records)

### Singles und EPs
- 1988: Deadly Blessing (New Renaissance Records)
- 1990: Psycho Drama (Blessed Event Music)
- 2008: Utopia in Flames / Devided (Eigenproduktion)

### Kompilationen
- 2005: An Eye to the Past (Hellion Records)

### Demos
- 1987: Demo 1987
- 1990: Psychodrama
- 2007: Demo 2007

### DVDs
- 2005: Keep It True IV (Kompilation)